# Campo Limpo Paulista
Campo Limpo Paulista es una ciudad y municipio brasileño del estado de São Paulo. Su población estimada en 2017 es de 82 520 habitantes, según el Instituto Brasileño de Geografía y Estadística (INGE).

## Historia
Campo Limpio Paulista fue fundada el 21 de marzo de 1963. Inicialmente integraba el municipio de Jundiaí, y sus tierras eran entonces latifundio cafetero. El surgimiento de la primera calle, la Avenida Alfried Krupp, se dio con el alojamiento de los ferroviarios constructores de la vía férrea Jundiaí-Santos.
Los pocos habitantes del entonces barrio de Jundiaí, Campo Limpio, estaban descontentos con la administración central de Jundiaí, pues consideraban que la administración no daba atención al barrio distante y abandonado, dando inicio, así, al movimiento de emancipación de Campo Limpio. El movimiento ganó fuerza con la llegada de la Metalúrgica Krupp, que fue inaugurada en 1961 y contó con la presencia del gobernador Carvalho Pinto y del presidente Jânio Quadros. La ciudad se convirtió en municipio independiente por la ley estatal n ° 8.092.
El nombre Campo Limpio surgió por el hecho de que los vecinos del barrio encontraron un enorme campo limpio en el lugar. Con la emancipación, la denominación fue alterada a Campo Limpo Paulista, por la Ley Estatal n.º 9.842, del 19 de septiembre de 1967. El «Paulista» agregado al nombre, fue dado para no confundirse con el barrio del mismo nombre en São Paulo, Campo Limpio.
La primera legislatura del municipio comenzó a sesionar el 7 de marzo de 1965, y tuvo como alcalde a Adherbal da Costa Moreira. Su posesión fue el 27 de marzo de 1965.